# Cerro El Plomo
El cerro El Plomo es una montaña ubicada en la Región Metropolitana de Santiago. Con una altitud de 5424 m s. n. m., es el punto más alto visible desde la ciudad de Santiago de Chile.

## Patrimonio de la Humanidad
El 1 de septiembre de 1998 fue incluido dentro del listado tentativo de bienes que podrían ser considerados para una potencial nominación a Patrimonio de la Humanidad por la UNESCO.

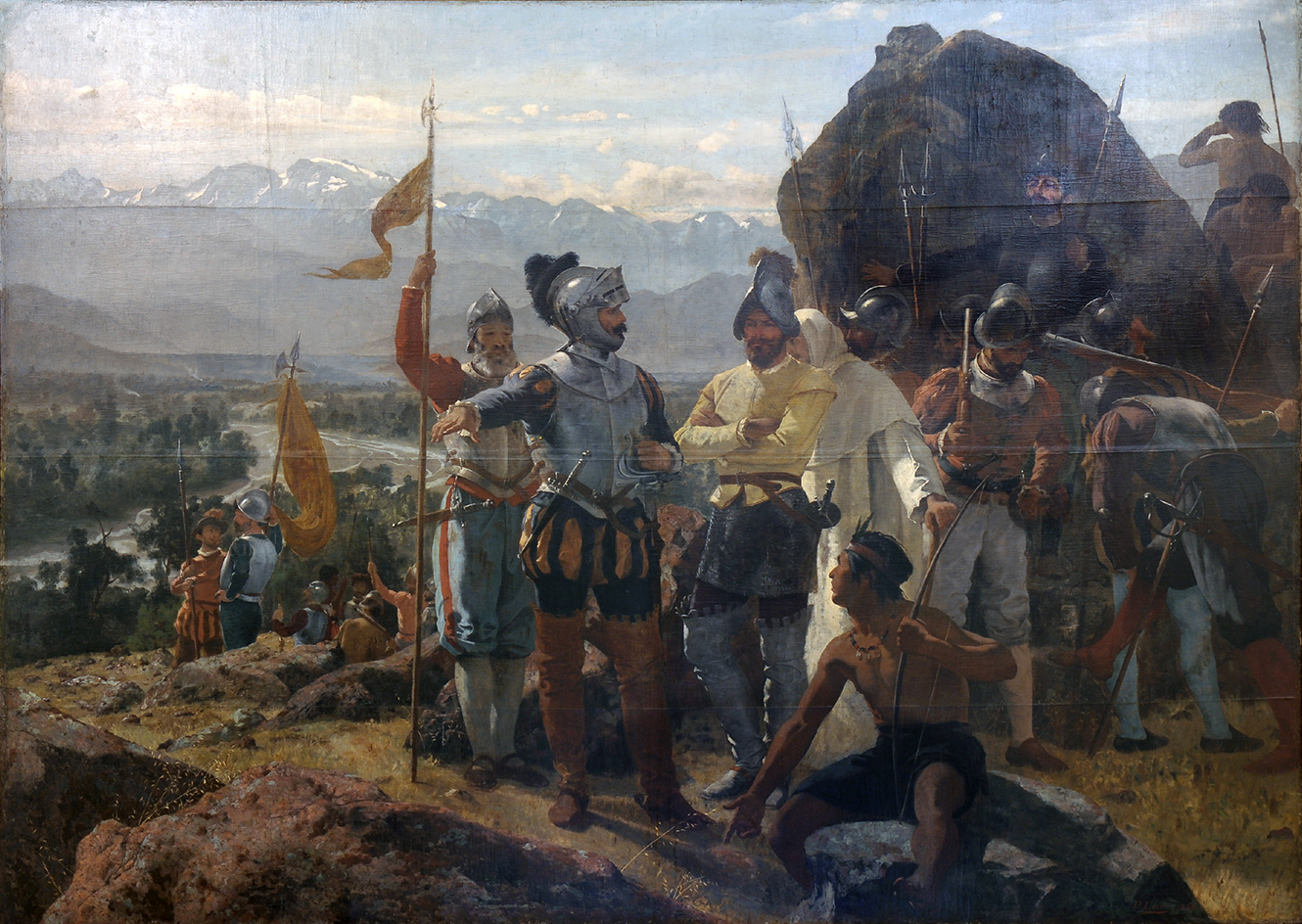
Fundación de Santiago. Entre los yelmos de Pedro de Valdivia y Francisco de Villagra, aparece el Cerro Provincia. La cumbre más alta es el cerro El Plomo, a la izquierda del estandarte.

## Piedra numerada
En el Cajón del Río Cepo, a 4 km al norte del complejo turístico Valle Nevado, en la cordillera de Santiago, en la localidad de Piedra Numerada, existen dos abrigos rodeados de estructuras de piedras, con material cerámico utilitario. En un pequeño salto de agua situado poco más arriba, se encontró un fino instrumento óseo prehispánico. Estos hallazgos han sido relacionados con la ocupación incaica de la cumbre del cerro El Plomo. Dado el valor que tenía para los incas los saltos de agua, no debiera extrañar que este sitio tuviera una importante connotación religiosa.

## Edificaciones incaicas y momia del Plomo
Fue nombrado Apu  (quechua: Señor) por los Incas, y en sus laderas se han encontrado diversos restos que dan cuenta de su importancia como centro ceremonial.

"...a 5.430 msnm, en los orígenes de los ríos El Cepo y Mapocho, a 45 km al nororiente de la ciudad de Santiago, a 30 m de su cumbre, existen tres estructuras rectangulares de piedra. En la de mayor tamaño se halló, en 1954, el cuerpo congelado de un niño de origen incaico, junto a un rico ajuar y ofrendas consistentes en una bolsa con coca, figurillas de plata, oro y concha (Spondylus) y otros adornos de cobre laminado. A los 5.200 msnm se localizó una plataforma ceremonial construida de piedra, con un orificio ritual en su interior".
Rubén Stehberg y Sotomayor 

Desde principios del siglo XX, arrieros y andinistas sabían de la existencia de ruinas en la cumbre del cerro El Plomo, las cuales eran conocidas como "Pircas de indios". La primera noticia de una ascensión deportiva data de 1896, cuando dos alpinistas europeos creyeron ser los primeros en intentar la hazaña de llegar a su cumbre. Enorme debe haber sido su sorpresa al encontrarse con las ruinas del santuario inca, y entre éstas, una lata de sardinas.
En las siguientes décadas algunos arrieros y andinistas excavaron parcialmente las ruinas y descubrieron varias figuritas antropomorfas y de camélidos en oro, plata y conchas de Spondylus. El rumor de que en las cercanías de El Plomo se encontraba "un tesoro escondido" por los incas, cundió entre arrieros y mineros.
El hallazgo más importante, fue esta momia de un niño de 9 años, encontrada el 1.º de febrero de 1954, por Luis Gerardo Ríos Barrueto, Jaime Ríos Abarca y Guillermo Chacón Carrasco; el niño habría sido sacrificado para transformar al cerro en un lugar sagrado. El tambo inca usado de campamento de base por éstos se encontraba en Corral Quemado; allí descansaban los sacerdotes incaicos cuando se dirigían a hacer ofrendas al Ushnu de Cerro El Plomo. Las ceremonias más importantes llevadas a cabo eran las Capac cocha, en la que se sacrificaban individuos jóvenes, hijos de príncipes para apaciguar a Viracocha. En 1988, Ludwig Krahl y Sergio Kunstmann, descubrieron en la estructura denominada adoratorio, a 5.200 m s. n. m., una estatuilla de plata masculina representando a un orejón o noble inca, llevaba un uncu ajedrezado, con un bolso colgante o chuspa, una faja, una manta, y otros elementos de connotación ritual para los Incas como, por ejemplo, dos fragmentos de concha Spondylus, un tocado de plumas, y un pequeño fragmento de lámina de oro y otro de plata.
Hasta la fecha este Apu da que hablar ya que una zona de Santiago fue nombrada,  Apoquindo (flores para el Apu en quechua). Y es el tema central de la novela Cielo  de Serpientes, de Antonio Gil, primera obra literaria chilena ambientada en el Chile prehispánico.

## Galería de imágenes

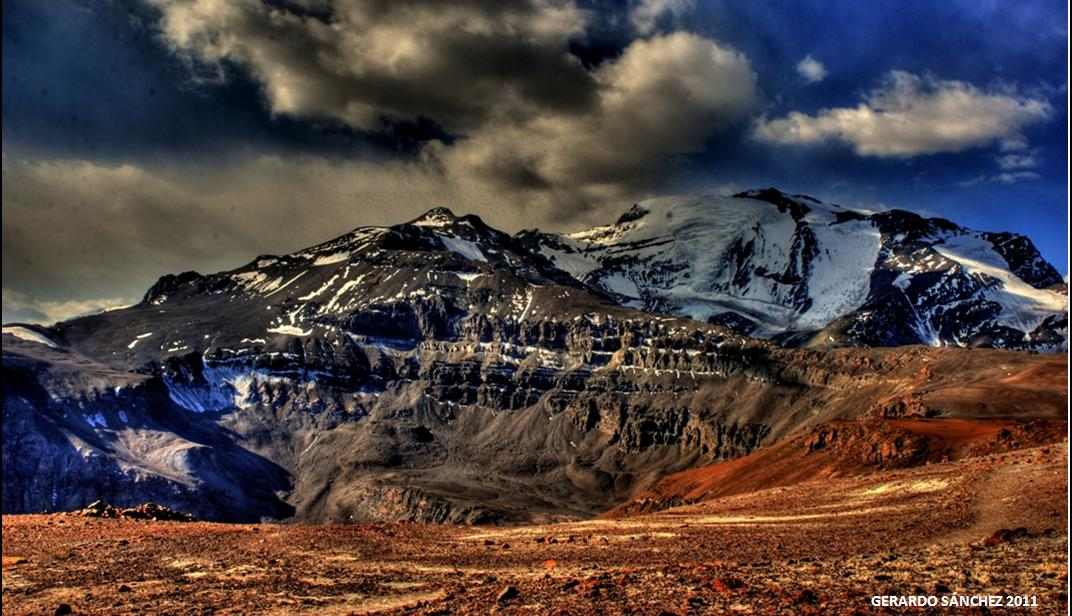
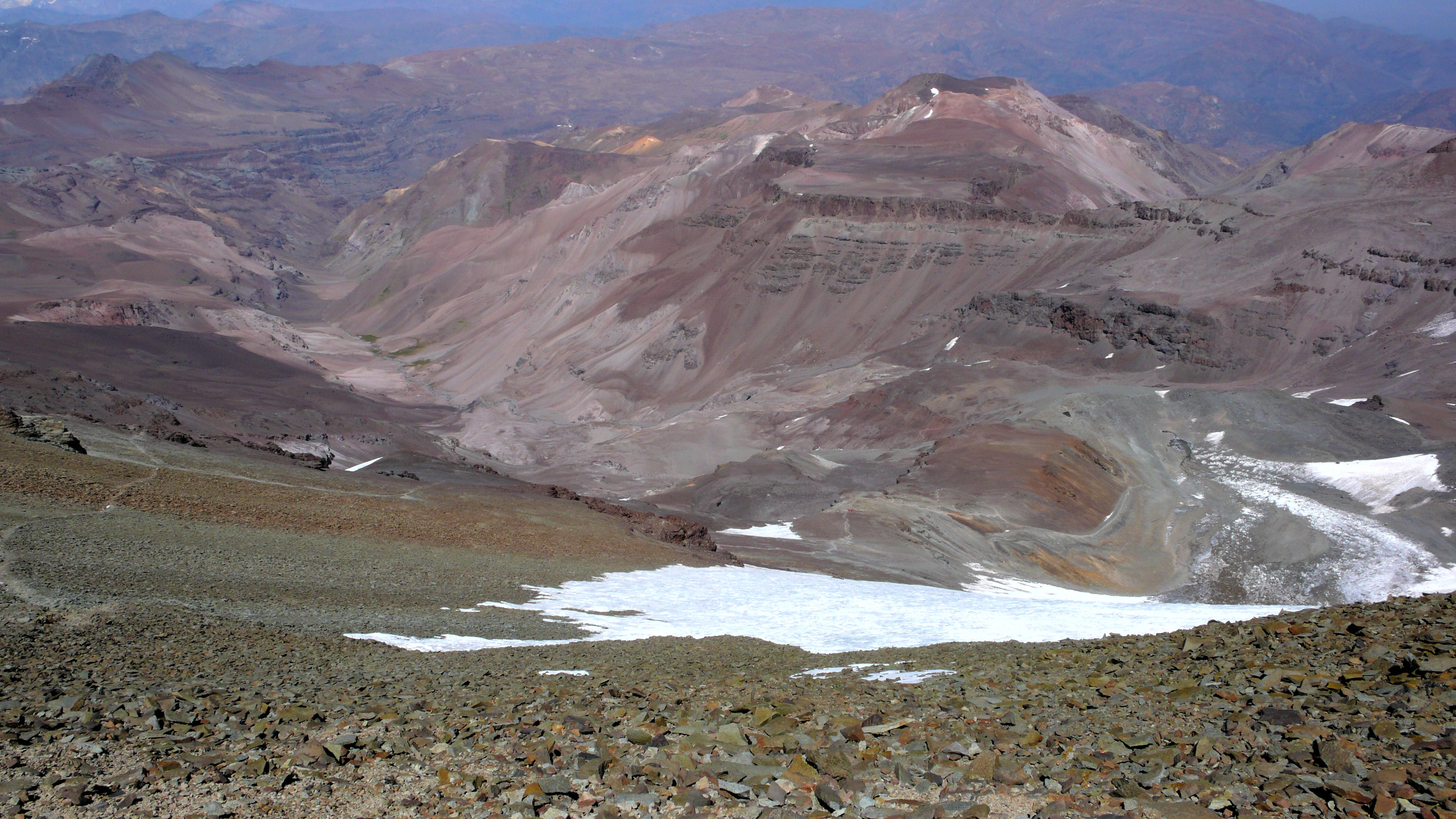
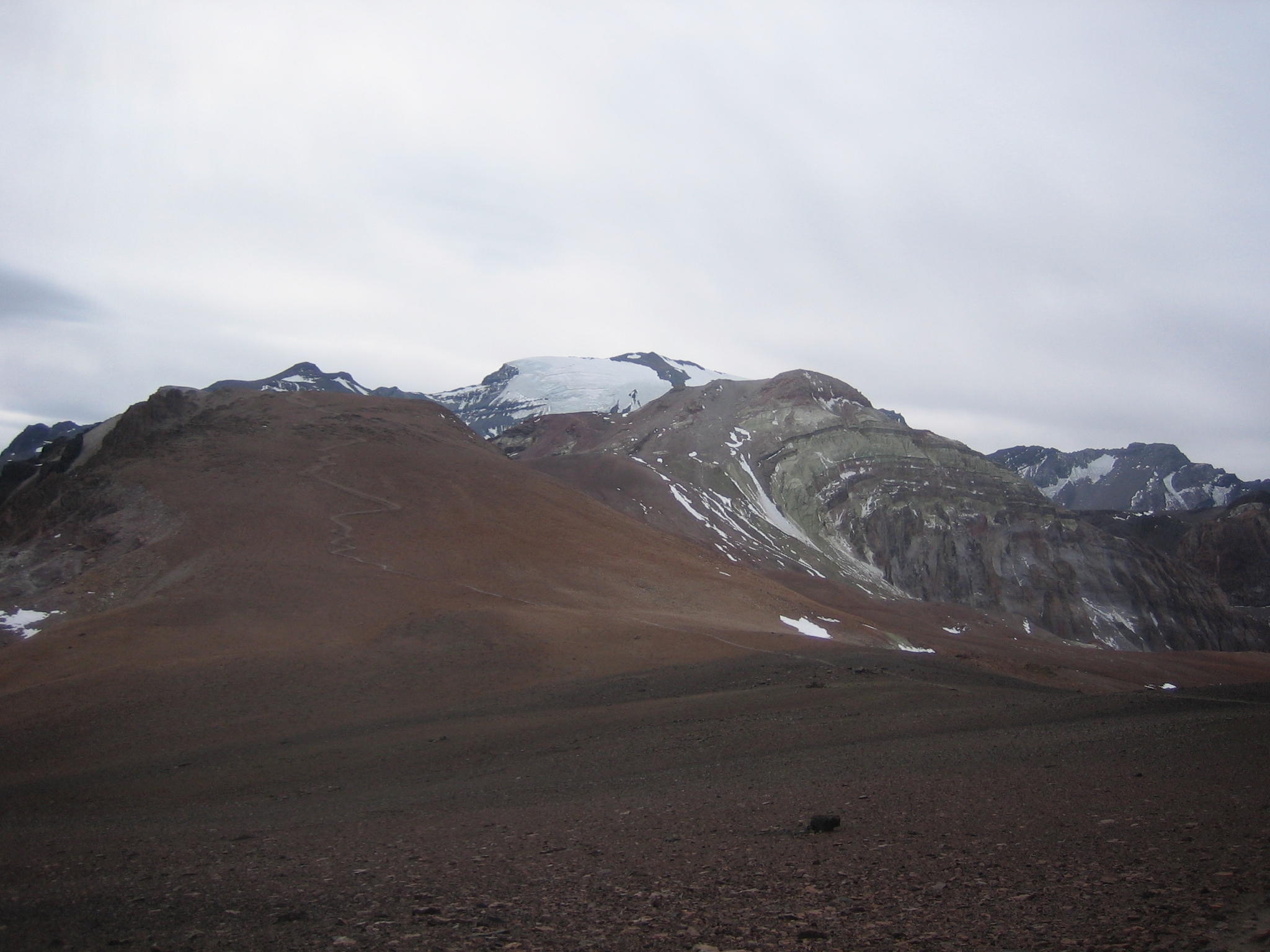
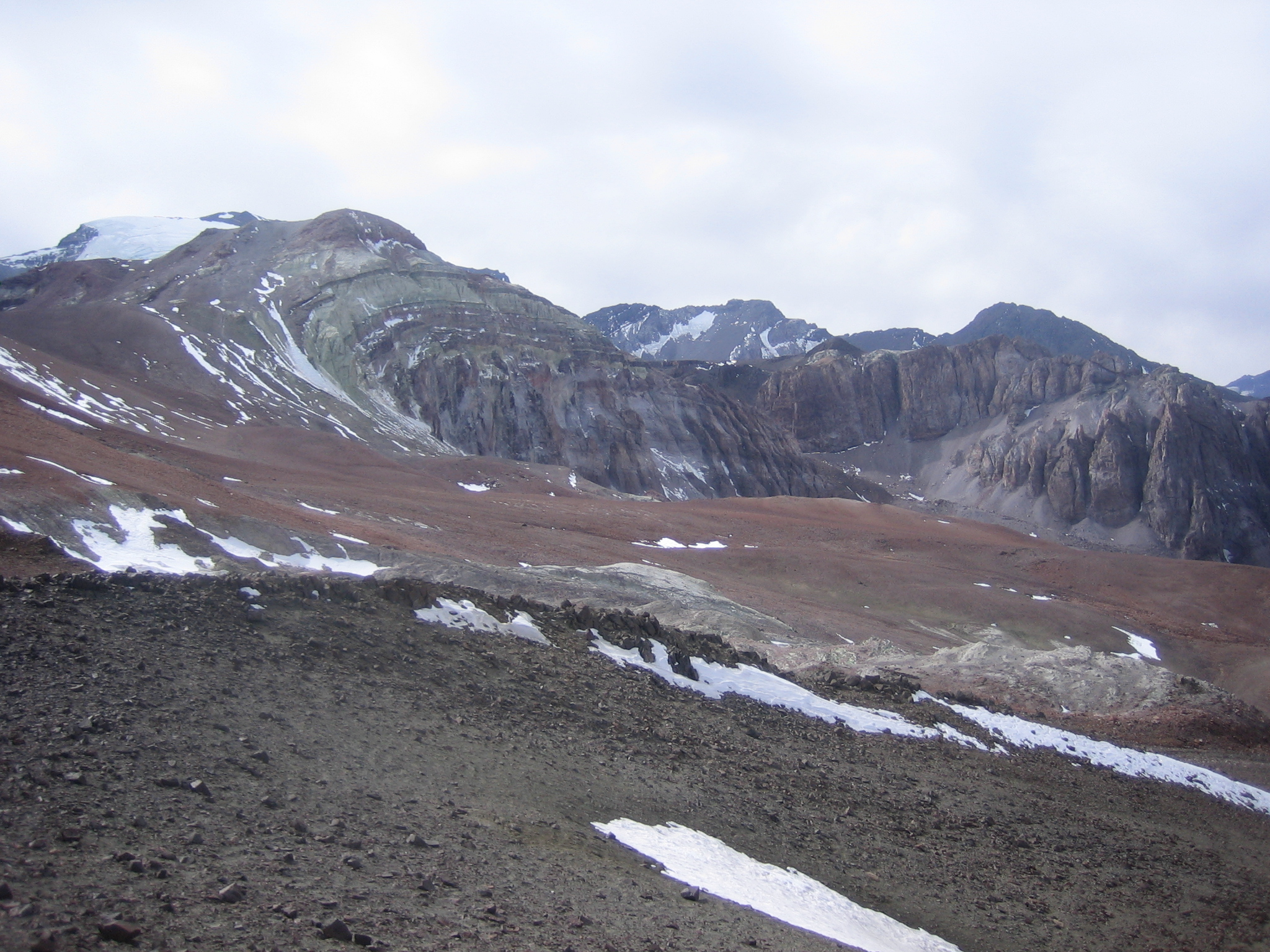
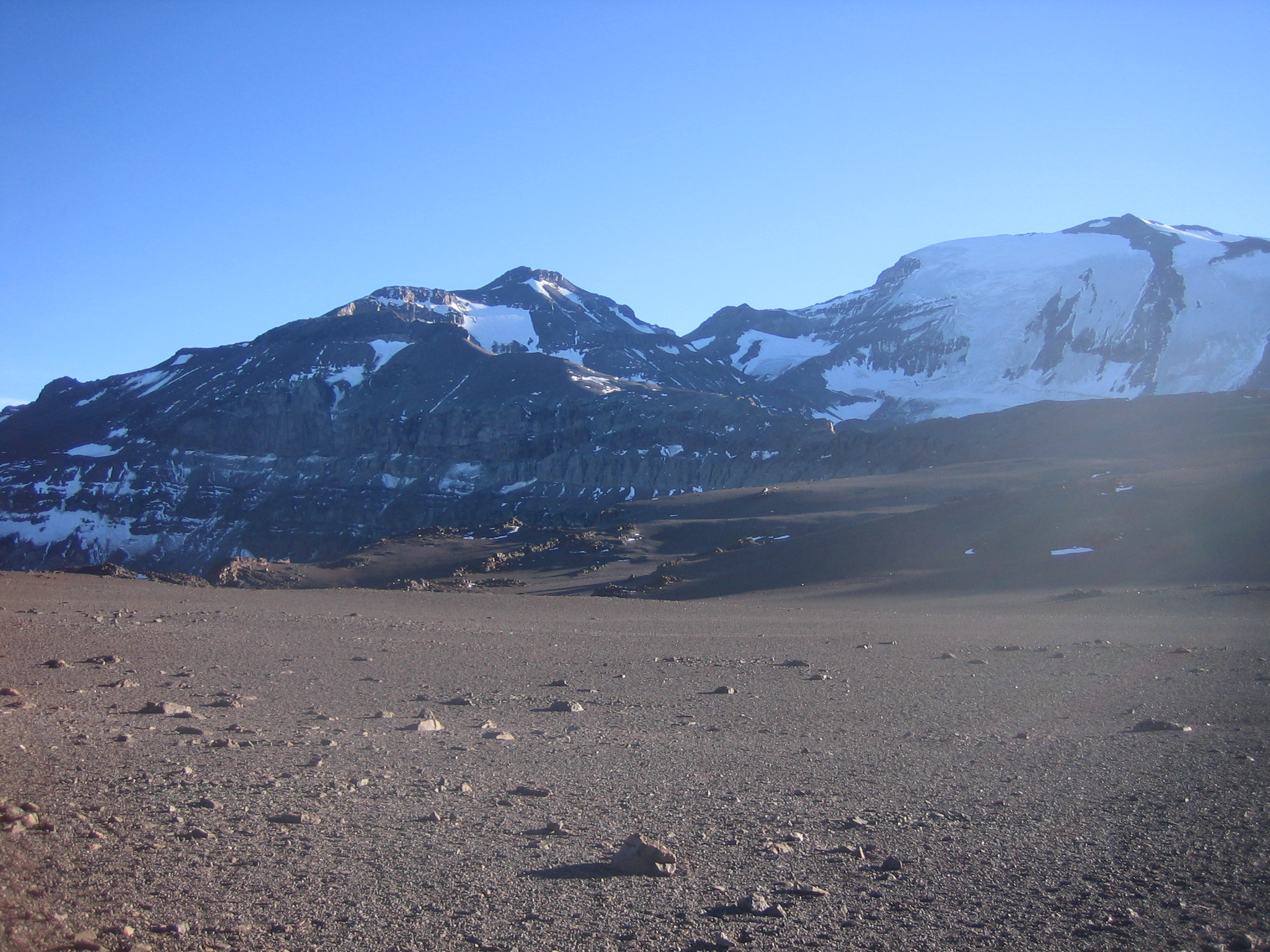
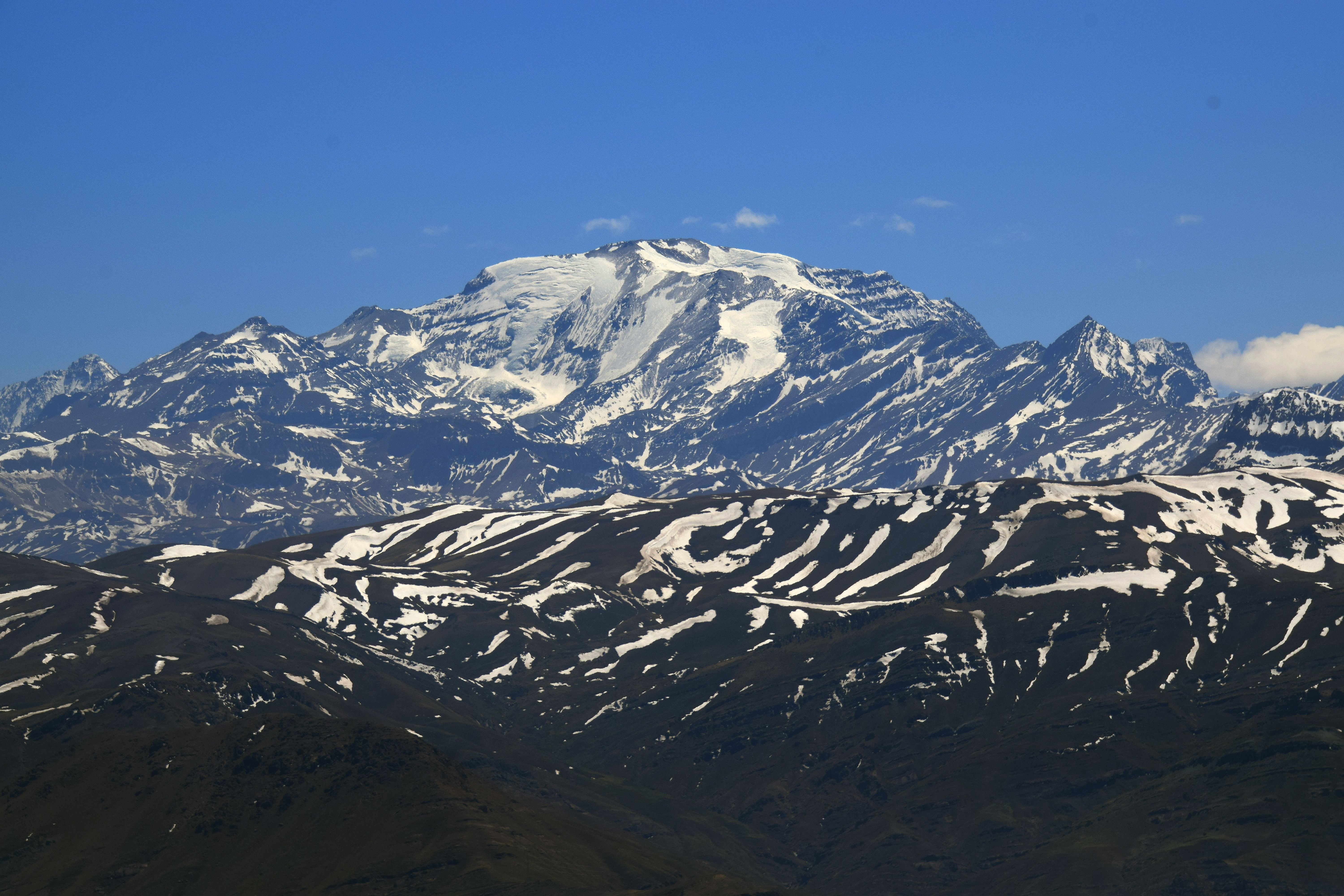
Vista desde el sur